# Ademir da Guia
Ademir da Guia (Rio de Janeiro, 3 aprile 1942) è un ex calciatore e politico brasiliano.

## Biografia
Ademir da Guia fu eletto aldermanno di San Paolo per il Partito Comunista del Brasile nel 2004.

## Carriera

### Club
Figlio dell'ex calciatore Domingos da Guia - difensore della Nazionale di calcio brasiliana ai Mondiale 1938 -, è considerato il più grande giocatore nella storia del Palmeiras.
Fu un centrocampista dotato di una tecnica prodigiosa; segnò 153 gol nel corso della sua carriera di 901 partite nel Palmeiras.

### Nazionale
Nella Nazionale di calcio brasiliana Ademir giocò 12 partite, partecipando al campionato del mondo 1974.

## Palmarès

### Club

#### Competizioni nazionali
- Campionato brasiliano: 5

Palmeiras: 1967, 1967, 1969, 1972, 1973
- Campionato paulista: 5

Palmeiras: 1963, 1966, 1972, 1974, 1976
- Torneo Rio-San Paolo: 1

Palmeiras: 1965